# 陈亦人
陳楚帆「筆名陳亦人」著有「蟄龍拳、蟄龍遊、六合八法、龍虎戰、三盤十二勢，只有六合八法拳和三盤十二勢出版，遺憾其他作品仍在整理中，不幸過身！
陈亦人（1924年—2004年8月），原名陈伟勋，男，江苏沭阳人，中国中医学家、伤寒论专家，曾任南京中医学院教授、博士生导师。